# Angélica Lozano
Angélica Lisbeth Lozano Correa (Bogotá, 7 de mayo de 1976) es una abogada, activista cívica y política colombiana. Ha sido alcaldesa de la localidad de Chapinero y concejal de Bogotá. Fue elegida Representante a la Cámara por Bogotá por el partido Alianza Verde en las elecciones legislativas de 2014 y por el mismo partido como senadora de la República de Colombia en las elecciones legislativas de 2018 con más de 105.679 votos, lo que la hizo la mujer más votada del país y la segunda senadora más votada del Partido Alianza Verde. Fue elegida como segunda vicepresidenta del Senado para el período 2018-2019.
Es abogada en la Universidad de la Sabana, máster en Gerencia y Práctica del Desarrollo de la Universidad de los Andes y becaria del programa de fortalecimiento a los partidos en el Instituto Nacional Demócrata (NDI) del Departamento de Estado de los Estados Unidos.

## Primeros años
Angélica Lozano inició su vida política en 1994 con el “Comité Ciudadano de Veeduría” del proceso 8000. Entre 1997 y el 1999 participó en el “Proceso Pedagógico Voto Inteligente”, grupo que recogió información de todos los candidatos para ponerla visible al alcance de los electores. 
En 1998 como estudiante de derecho fue voluntaria en Puerto Nariño con la ONG de jóvenes Opción Colombia. Allí se desempeñó como inspectora de policía y asesora jurídica de la alcaldía municipal y del resguardo indígena. 
De 1999 a 2000 fue promotora de Alternativa Política Colectiva (APC) que buscó constituir un tercer partido político que intentó aglutinar a figuras y sectores independientes del bipartidismo en política, académicos, movimientos sociales y ciudadanos comprometidos con la construcción de un tercer partido político, fue encargada de las actividades sectoriales, regionales y administrativas.
Entre el 2000 y 2001 fue vocera del referendo contra la corrupción que recogió casi dos millones de firmas pero que no fue discutido en el Congreso de la República  por la anulación de firmas. Desde el 2001 se vinculó al movimiento feminista con énfasis en la promoción de la participación política de las mujeres y en los derechos sexuales y derechos reproductivos. Trabajó por cinco años en el Congreso de la República, como asesora de los senadores Ingrid Betancourt Pulecio y Antonio Navarro Wolff ambos de la comisión primera sobre asuntos constitucionales.
Habiendo fracasado APC, se integra de nuevo en una iniciativa que pretendía generar una opción política independiente; así, en el 2003 fue cofundadora del Polo Democrático Independiente y miembro de su dirección nacional –de 48 miembros- en el período comprendido entre el 24 de julio de 2003 al 1 de junio de 2005. Abandonó el partido en el 2006, cuando después de convertirse en el Polo Democrático Alternativo dejó de tener coincidencia con sus ideales.
Desde 2005 y hasta 2008 promovió los derechos de las mujeres y realizó investigaciones sobre género y calidad de vida de las mujeres desde las ONG Sisma y Humanas. 
En septiembre de 2009 se adhiere al Partido Verde cuando los exalcaldes de Bogotá Antanas Mockus, Luis Eduardo Garzón y Enrique Peñalosa deciden unirse en un nuevo proyecto político. En las elecciones legislativas de 2010 aspira a una curul en la Cámara de Representantes por Bogotá, en el tercer renglón de la lista cerrada del Partido Verde, de la que resultan elegidos únicamente los dos primeros renglones ocupados por Alfonso Prada y Ángela María Robledo.
Entre 2009 y 2011 fue consultora de la Organización de las Naciones Unidas coordinando la Mesa de Género de la Cooperación Internacional que articula programas de ONU y varias embajadas sobre acceso a la justicia de las mujeres y salud sexual y reproductiva. 
En 2011, la Alianza Partido Verde con sectores uribistas y con el propio Álvaro Uribe promueven la candidatura de Enrique Peñalosa en las elecciones locales de Bogotá resulta inaceptable para muchos militantes, entre ellos Angélica Lozano, quien abandona el partido.
En agosto de 2011 entra a conformar el naciente Movimiento Progresistas de Gustavo Petro, por el cual se inscribiría como candidata al Concejo de Bogotá en las elecciones locales de ese mismo año. En diciembre de 2013 se retira del Concejo para postularse a la Cámara de Representantes en las elecciones de 2014 en representación del partido Alianza Verde.

## Vida política

### Alcaldesa local de Chapinero
En 2005 es designada como alcaldesa local de Chapinero por el exalcalde de Bogotá Luis Eduardo Garzón, se desempeñó en este cargo hasta 2008 cuando terminó su período. En su administración realizó varias gestiones que le dieron visibilidad a nivel distrital: ordenó y ejecutó la demolición de construcciones ilegales en la reserva forestal de los Cerros Orientales, impulsó el programa de prevención del abuso sexual infantil y trata de personas y aplicó sanciones y multas a obras y establecimientos que presentaban alguna irregularidad.
Por su gestión al frente de la localidad la Revista Cambio edición 750 de 2008 la destacó como una de las 50 líderes del país. En el mismo año, la Mesa Ciudadana de Derechos Humanos la reconoció como mejor funcionaria pública del Distrito por la política pública que implantó contra la discriminación.
Su sucesora en el cargo fue la ingeniera Blanca Inés Durán Hernández.

### Concejal de Bogotá.
El 4 de agosto de 2011 Lozano anunció su adhesión a la candidatura a la de Gustavo Petro por el Movimiento Progresistas a la Alcaldía de Bogotá y a la vez lanzó su propia candidatura al Concejo Distrital por el mismo movimiento. Con el lema "Bogotá se respeta", resultó elegida concejal de Bogotá para el periodo 2012-2015, con la cuarta mayor votación del Movimiento Progresistas, una de las dos bancadas más votadas para el Cabildo Distrital en las elecciones locales de 2011.
Lozano se posesionó como concejal el 1 de enero de 2012 y renunció a su cargo en diciembre de 2013 con el fin de postularse en las elecciones legislativas de 2014 para obtener un escaño en la Cámara de Representantes.
Como Concejala de Bogotá tuvo a cargo la aprobación del Plan de Desarrollo Distrital, del presupuesto anual de Bogotá y la elección de quienes dirigen los órganos de control de instituciones distritales. Además lideró iniciativas como: 
Silla Vacía para Corruptos: Según la cual un concejal condenado por corrupción no podía ser reemplazado por otro integrante de su partido y su silla en el ente gubernamental debía quedar vacía hasta las siguientes elecciones como mecanismo de transparencia y anticorrupción. 
La Sèptima Se Respeta:  Movimiento de veeduría ciudadana. Nació a partir de la reunión de un grupo de ciudadanos, comerciantes y residentes, preocupados ante la situación incertidumbre que generó la decisión del Alcalde Samuel Moreno de construir Transmilenio Ligero por la Carrera Séptima. Nació inicialmente como “La Ciclovía se Respeta”. Una iniciativa que buscaba salvar la ciclovía de la carrera séptima que iba a ser cancelada indefinidamente hasta que la obra del metro terminara. A partir de la presión ciudadana y legal en las instancias correspondientes se logró  un recorrido alterno que mantuviera la ciclovía andando.
Posteriormente, investigaciones a profundidad sobre el proyecto de la construcción de Transmilenio era una TOTAL IMPROVISACIÓN. Por eso el movimiento emprendió acciones ciudadanas para detener la obra. A partir de ese momento se pasó a llamar LA SÉPTIMA SE RESPETA / NO + IMPROVISACION EN TM7.

### Cámara por Bogotá.
En el 2013 Angélica Lozano inició una intensa campaña para aspirar a una curul en la Cámara de Representantes; en las elecciones de 2014 fue elegida por la circunscripción de Bogotá en representación del partido Alianza Verde y se posesionó el 20 de julio de 2014. 
El 2 de septiembre de 2014 un abogado demandó la elección de Lozano como representante a la Cámara por tener una relación con la senadora Claudia López, pues la ley prohíbe que sean congresistas por un mismo partido político dos personas que tengan una relación permanente; sin embargo Lozano ha sostenido que esa prohibición no les aplica dado que mantienen un noviazgo y no una unión permanente.
Durante su periodo como representante a la Cámara por Bogotá  fue elegida 4 años consecutivos como la mejor Congresista en Cámara según el panel de Cifras & Conceptos gracias a sus logros en materia de leyes. 

## Controversias
El 31 de julio de 2020, en medio de una plenaria del Congreso de la República, Lozano hizo el siguiente comentario con el micrófono prendido "Qué amargura, marica. ¿Viste lo que puso (Gustavo) Bolívar? (...) ¿Quién lee hp? Lee los comentarios que me hacen. Con estos hp no se puede hacer nada". Las redes sociales y la sociedad salieron con distintos tipos de comentarios ante la controversia.
El 11 de diciembre de 2021, lozano renuncia al Partido Alianza Verde, justificó su renuncia bajo la premisa del incumplimiento de varios acuerdos realizados junto a la Dirección Nacional de su partido.  El Partido Alianza Verde no aceptó su renuncia con distintas justificaciones, una de ellas fue que Lozano “representa la esencia y la construcción del Partido Alianza Verde y más recientemente ha sido alma y cabeza de la construcción de una alternativa de centro y centro izquierda para Colombia”. El 20 de diciembre de 2021 Lozano vuelve al partido verde con el argumento de que la Coalición de la Esperanza tiene grandes figuras que ella necesitaba para una construcción mejor de país. Ante esta situación, varios votantes le reprocharon su renuncia a Lozano ya que para muchos su regreso se dio debido a que en el Partido Verde Oxígeno no tendría el liderazgo que esperaba.
El 10 de febrero de 2022, Lozano se encontraba en Medellín hablando sobre su candidatura al Senado, en dicha reunión había personas pertenecientes a Compromiso Ciudadano, movimiento político de Fajardo, en un punto de la conversación se habló sobre el concejal de Bogotá Martín Rivera, cuatro fuentes independientes confirmaron que las palabras de Angélica Lozano hacia el concejal fueron: "cabrón hp", cuando el medio de comunicación La Fm le preguntó a la senadora esto, ella lo negó y cuando el periodista le confirmó que 4 fuentes independientes confirmaron la información, ella dijo que no recordaba bien la conversación y que las conversaciones informales suelen ser así.

## Activismo
Es activista del movimiento LGBT en la lucha por la igualdad de derechos de las lesbianas, gais, bisexuales y transgeneristas, y ha sido miembro del Comité Jurídico de Colombia Diversa. 
Asimismo participó en diferentes movimientos cívicos de Bogotá que ejercieron oposición a algunas medidas del entonces alcalde Samuel Moreno. En 2009, Lozano concentró todos sus esfuerzos en liderar una iniciativa cívica en defensa de la ciclovía de la carrera séptima en Bogotá, que iba a ser cancelada en el tramo entre la calle 72 y la calle 32 mientras se adelantaba la construcción de la Fase III de TransMilenio. La gestión de esta veeduría ciudadana llamada “La Ciclovía se Respeta” logró que se aprobara un recorrido alterno que mantuviera la ciclovía durante la construcción. 
En el proceso de defensa de la ciclovía, Lozano y su equipo encontraron que había problemas en la contratación para la construcción de la troncal de la carrera séptima. Así, la iniciativa en defensa de la ciclovía se convirtió en la veeduría ciudadana en defensa de la carrera Séptima llamada “La Séptima se Respeta”. El principal argumento presentado por el movimiento cívico era que se iniciaría la construcción (cierres viales y desvíos) cuando no se habían terminado y aprobado los diseños, no se habían comprado los predios de los portales y no había claridad sobre el funcionamiento de la troncal. Esta veeduría aportó a que la obra fuera suspendida indefinidamente.